# José Luis Iglesias
José Luís Fernandes Lhano Iglésias, conhecido como José Luís Iglésias, é um músico, compositor e dinamizador cultural espanhol.

## Vida
Filho de pais oriundos de Ferrol, na Galiza, nasceu em Penafiel. Radicou-se em Anadia a partir de 1 de janeiro de 1948.

## Carreira
José Luís Iglésias foi fundador do grupo Rouxinóis. Seu nome marcou, culturalmente, toda a segunda metade do século XX, em Anadia.
Em novembro de 1992 recebeu homenagem por ter dado início a toda a gesta “Rouxinóis”.